# Lego Studios
Lego Studios er en produktlinje produceret af den danske legetøjskoncern LEGO, der blev produceret i 2000-2003, der fokuserede af filmfremstilling og delelementer af dette. En del af temaet bestod i at man kunne lave stop-motion-film med Lego, og flere hjemmesider er blevet skabt dedikeret til disse film, inklusive Brickfilms.com.
The Lego Director-karakteren optræder i adskillige Lego Studio-sæt og computerspil. Han optrådte også i Lego Island Xtreme Stunts. Han er baseret på Steven Spielberg, og har altid brunt skæg, små briller og en kasket.